# I Am Ozzy
I Am Ozzy (Confieso que he Bebido) es la autobiografía de Ozzy Osbourne, vocalista de la banda británica de heavy metal Black Sabbath y cantante solista. El libro relata su vida, infancia, seguida por su carrera como cantante. Consta de 416 páginas. Ha sido alabado por sus lectores debido a su nivel de detalle y humor.

## Recepción
En el 2010, Osbourne ganó el premio "Éxito Literario" por su libro, en el "Guys Choice Awards" en los estudios de Sony Pictures en Culver City, California. Osbourne fue presentado con su premio por Sir Ben Kingsley. El libro debutó en el puesto No. 2 en la lista de best-sellers de no-ciencia ficción del New York Times.